# ヴォスクレセンスク
座標: 北緯55度19分 東経38度42分 / 北緯55.317度 東経38.700度

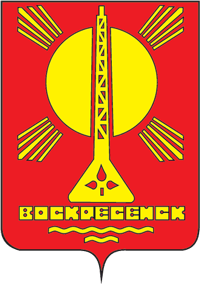
ヴォスクレセンスクの紋章

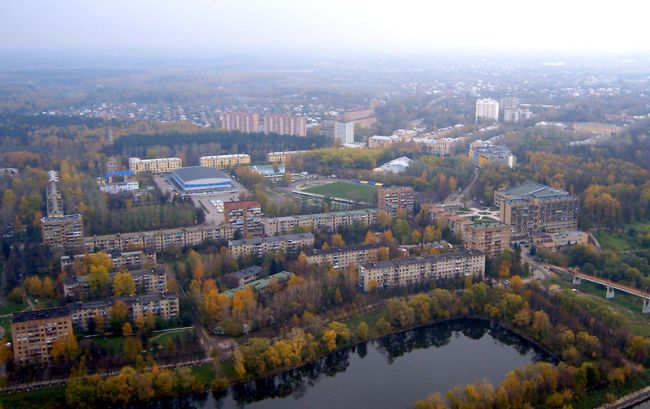

ヴォスクレセンスク（ロシア語: Воскресе́нск, IPA: [vəskrʲɪˈsʲensk]）は、ロシアのモスクワ州にある都市。人口は9万5495人（2021年）。首都モスクワから南東へ88km、モスクワ川に面する。最寄りの都市はコロムナとエゴリエフスクでそれぞれ25km離れている。町の名は「主の復活」を意味する。
ヴォスクレセンスクは肥料工場・建材工場・繊維工場・パン工場などが立ち並ぶ工業都市であり、住宅地域は工業地域やモスクワ川の支流、パイプや線路などで6つに分かれて存在する。また市街地はモスクワ川とモスクワ=リャザン間の鉄道に沿って、南北16kmに渡って伸びている。
ヴォスクレセンスクの町の歴史は、1862年にモスクワ=リャザン間の鉄道が開通し駅ができた時に始まる。この駅は付近にあったヴォスクレセンスコエの村にちなみヴォスクレセンスカヤ駅と名付けられた。1934年には駅周辺に住宅が建設され、1938年にヴォスクレセンスクは市となった。
ヴォスクレセンスクはプロアイスホッケーチームのヒミク・ヴォスクレセンスク（Химик Воскресенск）があり最新式のアイスアリーナを備えている。このため、ヴォスクレセンスクはロシア国内外で活躍する多くのアイスホッケー選手を輩出してきた。